# Neochactas sanmartini
Espèce
Synonymes
- Broteochactas sanmartini González-Sponga, 1974

Neochactas sanmartini est une espèce de scorpions de la famille des Chactidae.

## Distribution
Cette espèce est endémique de l'État de Bolívar au Venezuela. Elle se rencontre vers le río Caura.

## Systématique et taxinomie
Cette espèce a été décrite sous le protonyme Broteochactas sanmartini par González-Sponga en 1974. Elle est placée dans le genre Neochactas par Soleglad et Fet en 2003.

## Étymologie
Cette espèce est nommée en l'honneur de Pablo R. San Martin.

## Publication originale
- González Sponga, 1974 : Broteochactas sanmartini (Scorpionida: Chactidae). Nueva especie del Rio Caura en la Guyana de Vénézuéla. Monografía científicas Augusto Pi Suñer, Instituto Pedagógico, Caracas, vol. 7, p. 2-16.